# Operación Nasr 4
La Operación Nasr 4 fue una ofensiva de Irán contra las tropas de Irak en el Kurdistán iraquí, de mayo a junio de 1987, durante la Guerra Irán-Irak.

## Preludio
Después de la Operación Karbala 5 el frente sur (Basora) iba a una completa paralización, mientras Irán había perdido el frente central. El único lugar donde Irán podría ganar era el norte; en mayo lanzó la Operación Karbala 10, siendo apoyado en esta operación por los pesmergas kurdos derrotando a Irak y poniendo en peligro Kirkuk.

## La batalla
Después de estar cerca de peligrar la ciudad de Kirkuk con Karbala 10, Irán lanzó la Operación Nasr 4 que se convirtió en uno de los grandes sucesos de Irán en la guerra.  Apoyados por los kurdos, los combatientes iraníes de los Cuerpos de la Guardia Revolucionaria Islámica (CGRI) lucharon bajo el mando del general de brigada Ali Sayad Shirazi para atacar a Irak.

## Consecuencias
Nada más ocurrió en el sur que Irak reinvadió el frente de la Península Al Fao, que Irak retomó toda la región perdida en el frente central (con el uso de gas mostaza) en la Segunda Batalla de Al Fao. Irak podría atacar plataformas petroleras iraníes y tanqueros hacía tiempo que Irak transportaba sus cargas vía otros países árabes (exactamente de la Liga Árabe), Irán estaba frustrado y atacó a barcos neutrales, esto terminó en la Operación Earnest Will, que hizo la Armada de Estados Unidos, para proteger a los barcos; después que un barco de Estados Unidos fue severamente dañado por una mina iraní ese país lanzó la Operación Praying Mantis. En esta operación fueron destruidas 2 plataformas petroleras iraníes en la mayor batalla naval desde la Segunda Guerra Mundial. La Armada de Irán perdió una fragata, una cañonera y varias lanchas rápidas durante la batalla. En el norte Irán continuó avanzando y el presidente de Irak Saddam Hussein ordenó gasear a la población kurda.
Después de esto el Ayatolá Jomeini finalmente aceptó la paz. Pero por esta época Hussein decía buscar la paz y atacó a Irán por Kermanshah pero Irán rechazó su ofensiva y en el sur la Muyahidin-e-Khalq (MEK) que atacó Juzestán con apoyo aéreo iraquí donde fue derrotado y su ejército fue completamente destruido en la Operación Mersad. Ahora Hussein también aceptó la paz y la guerra de 8 años de duración finalmente terminó.